# Burntwood River
Burntwood River – rzeka w kanadyjskiej prowincji Manitoba. Przepływa przez miasto Thompson. Uchodzi do jeziora Split Lake na rzece Nelson River (współrzędne ujścia: 56°08′21″ N, 96°34′28″ W).
Od 1976 roku, po budowie zapory Missi Falls na Jeziorze Indiańskim Południowym, Burntwood River przyjmuje około 75-85% wody z Churchill za pośrednictwem swojego dopływu Rat River. Jest to część programu Nelson River Hydroelectric Project. Średni roczny przepływ przy ujściu do Split Lake przed NRHP był szacowany na około 90 m³/s, natomiast po przekierowaniu wód Churchill wzrósł do 849 m³/s.
W pobliżu miejsca, w którym Burntwood River wypływa z jeziora Wuskwatim Lake, na wodospadzie Taskinigup Falls, zbudowano elektrownię wodną o mocy 200 MW.